# Egibacterales
Egibacterales es un orden de bacterias grampositivas de la clase Nitriliruptoria. Actualmente (2024) contiene una sola familia (Egibacteraceae), un género (Egibacter) y una especie: Egibacter rhizosphaerae. Fue descrito en el año 2016. Su etimología hace referencia a las siglas EGI, del Instituto de Ecología y Geografía de Urumqi, China. El nombre de la especia hace referencia a rizosfera. Es aerobia e inmóvil. Catalasa positiva. Tiene un tamaño de 0,3-0,4 μm de ancho por 1-1,3 μm de largo. Forma colonias opacas, de color amarillo claro y con márgenes irregulares en agar R2A tras 28 días de incubación. Temperatura de crecimiento entre 25-50 °C, óptima de 30-35 °C. Tiene un contenido de G+C de 72,1%. Se ha aislado de la rizosfera de la planta Tamarix hispida en Karamay, China. 